# فانكوفر الكبرى (كولومبيا البريطانية)
فانكوفر الكبرى (بالإنجليزية: Greater Vancouver A) هي مدينة كندية تقع في مقاطعة كولومبيا البريطانية. تبلغ مساحة هذه المدينة 818.6183 (كم²)، ويبلغ عدد سكانها 11050 نسمة حسب إحصاء سنة 2006 م، بينما كان يسكنها 8034 نسمة في سنة 2001 م. تحتل هذه المدينة المرتبة رقم 340 بين مدن كندا حسب عدد السكان والمرتبة رقم 48 في المقاطعة. نما عدد السكان في هذه المدينة بنسبة (37.5) بين العامين المذكورين.

## وصلات خارجية
- الأطلس الحكومي لكندا
- إحصاءات كندا مع ساعة تعداد السكان نسخة محفوظة 23 مارس 2008 على موقع واي باك مشين.